# Chrysococcyx flavigularis
Chrysococcyx flavigularis là một loài chim trong họ Cuculidae.